# Яковлев, Василий Семёнович (писатель)
Яковлев Василий Семёнович (известен под псевдонимом Далан; 1 апреля 1928, Кытанахский наслег, Чурапчинский улус, Якутская АССР — 27 ноября 1996) — народный писатель Республики Саха (Якутия), лауреат Государственной премии имени П. А. Ойунского.

## Биография
Родился 1 апреля 1928 года в Кытанахском наслеге Чурапчинского улуса Якутской АССР в крестьянской семье. В 1948 году окончил Чурапчинское педагогическое училище, продолжил обучение на историческом факультете Якутского педагогического института.
В 1952 году на 4-м курсе обучения Василий Семёнович был безвинно репрессирован по ложному политическому обвинению в национализме («по делу профессора Г. П. Башарина»). Полностью реабилитирован в 1954 году. Завершил учёбу только в 1955 году.
Работал заведующим кабинетом внеклассной работы Якутского института усовершенствования учителей, учителем, завучем и директором в школах Намского и Чурапчинского улусов. С 1977 года работал в журнале «Чолбон» заведующим отделом прозы, с 1992 года — главным редактором.
В. С. Яковлев — член Союза писателей СССР с 1979 года, кандидат педагогических наук, академик Академии духовности Республики Саха (Якутия).

## Творчество
В 1976 году сельский учитель В. С. Яковлев под псевдонимом Далан опубликовал на страницах республиканского журнала «Хотугу Сулус» своё первое произведение — повесть «Дьикти саас» (Дивная весна). Первая повесть, написанная на материалах двадцатилетней педагогической работы, о выпускниках сельской школы, получила положительные отклики читателей и литературных критиков. В 1978 году повесть была издана Якутским книжным издательством.
В творчестве писателя нашли отражение многие факты и события из истории родного народа: трагедия земляков-чурапчинцев в годы войны, картины студенческой жизни в послевоенной Якутии, истории, трагически решившие судьбы людей в 50-х годах.
Писатель-педагог В. С. Яковлев — Далан написал для детей книги «Тэппэй боччумурар» (Тэппэй взрослеет, 1984), «Легенды Белого Севера» (1985), «Кэриэн ымыйа» (1988), «Белые стерхи Севера», и другие. Он также был составителем хрестоматии «Якутская литература» для Х класса.

#### Известные произведения Далана
- Повесть «Аар тайҕам суугуна» (Песнь великой тайги), 1980
- Роман «Бүтэй Бүлүү» («Тулаайах оҕо», Глухой Вилюй)
- Исторический роман «Тыгын Дархан» (Тревожный век Тыгына), 1993

- Роман «Доҕоруом, дабай күөх сыырдаргын» (первоначальное название «Кэтэһиилээх кэмнэр», Взойди, друг на зелёные холмы), 1975—1982
- 2-я часть. Роман «Кынаттаах ырыалар» (Крылатые мечты)
- Роман-эссе «Дьылҕам миэнэ» (Судьба моя), 1994

## Награды и премии
- Народный писатель Республики Саха (Якутия)
- Лауреат Государственной премии Республики Саха (Якутия) имени П. А. Ойунского (1993, за исторический роман «Тыгын Дархан»)[1]
- Орден Дружбы (1997)[2]
- Медаль «За доблестный труд в Великой Отечественной войне 1941—1945 гг.»
- Медаль «Ветеран труда»

## Память
- Имя народного писателя В. С. Яковлева — Далана присвоено Кытанахской средней школе Чурапчинского улуса.
- Ювелирному алмазу, добытому на фабрике Айхальского ГОК, весом 49,48 карат присвоено имя «Писатель Яковлев — Далан» (Приказ генерального директора АК «АЛРОСА» от 06.05.1997).